# Birkenfeld (Neustadt an der Aisch)

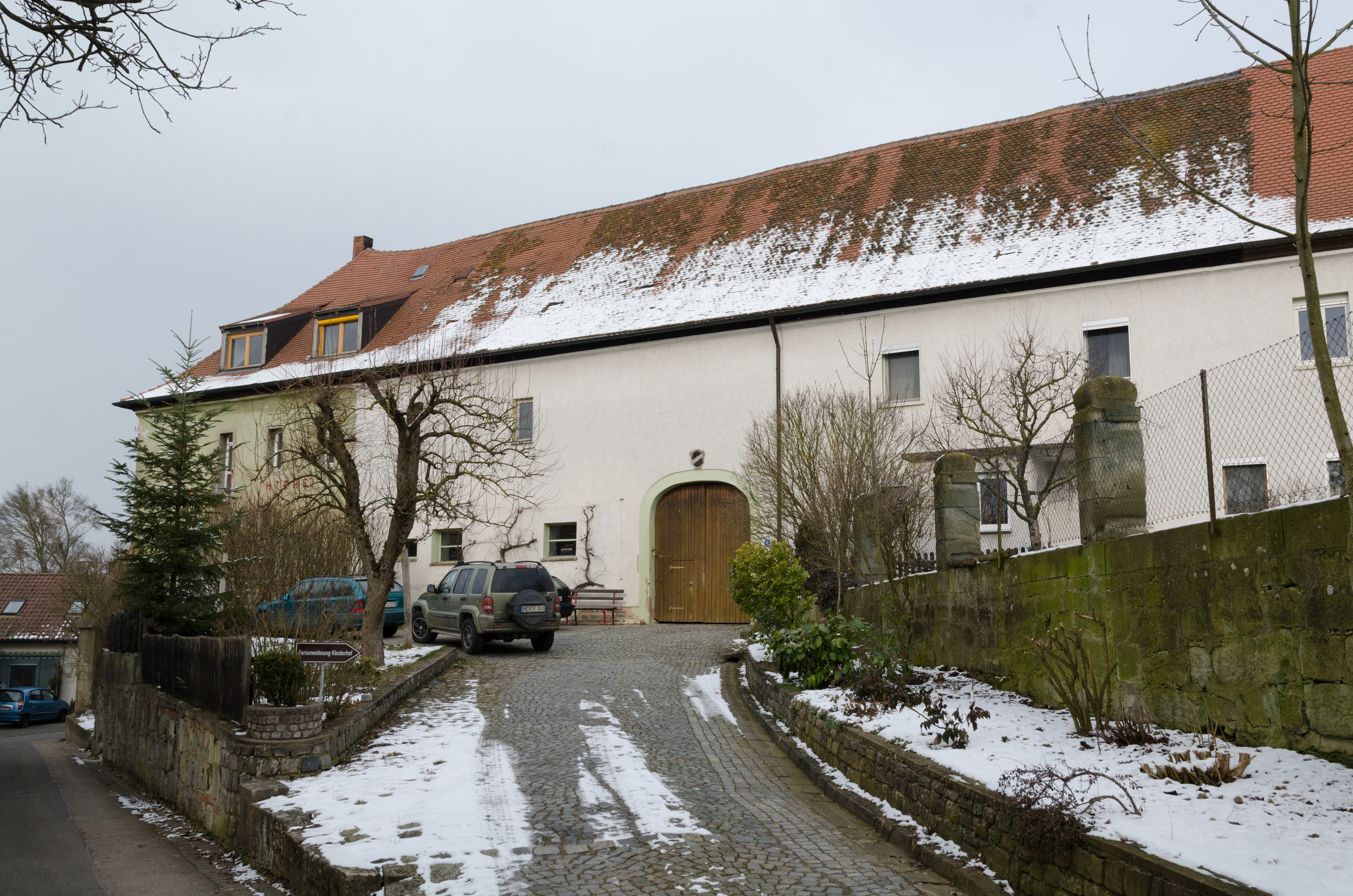
Ehemaliges Zisterzienserinnenkloster

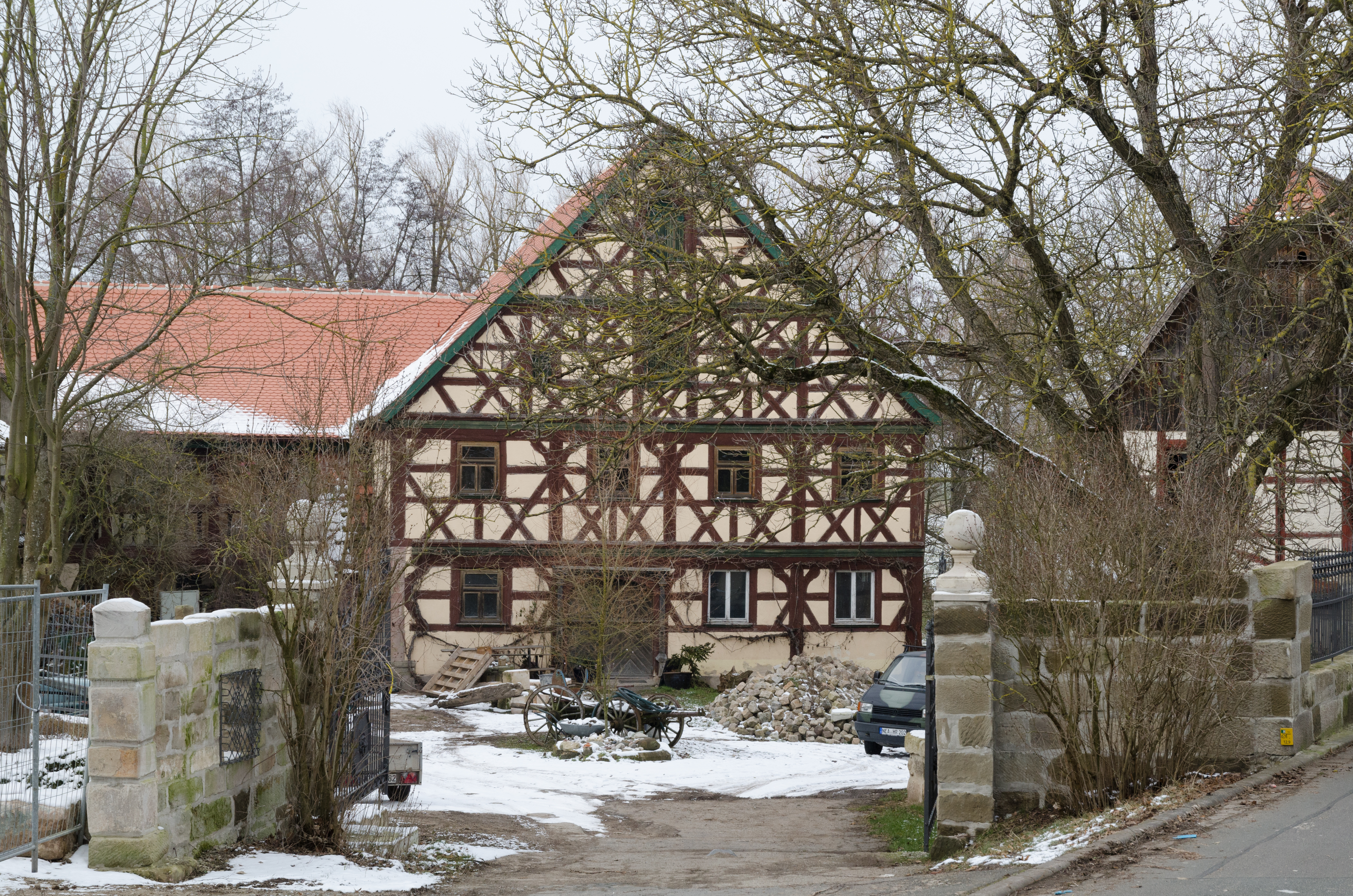
Torweg 17: Ehemalige Klostermühle

Birkenfeld ist ein Gemeindeteil der Kreisstadt Neustadt an der Aisch im Landkreis Neustadt an der Aisch-Bad Windsheim (Mittelfranken, Bayern). Am Ellenberg zählt zum Gemeindeteil Birkenfeld. Die Gemarkung Birkenfeld hat eine Fläche von 3,816 km². Sie ist in 608 Flurstücke aufgeteilt, die eine durchschnittliche Fläche von 6276,95 m² haben. In ihr liegen neben dem namensgebenden Ort die Gemeindeteile Pulvermühle und Weiherhof.

## Geografie
Das Kirchdorf liegt an der Aisch. 0,25 km südwestlich des Ortes liegt das Flurgebiet Binsenbusch, 1 km südwestlich erhebt sich der mit dem Klausberg (358 m ü. NHN). Die Bundesstraße 470 führt nach Neustadt (2,5 km nordöstlich) bzw. nach Dietersheim (2,8 km südwestlich). Die auf eine 1904 gebaute hochwasserfreie Straße zurückgehende Kreisstraße NEA 6 führt nach Schauerheim (0,4 km nordwestlich) bzw. nach Weiherhof (1,3 km südlich). Eine Gemeindeverbindungsstraße führt nach Stöckach (1,9 km südöstlich).

## Geschichte

### Mittelalter
Dem Ortsnamen nach zu schließen, wurde der Ort bei einem Birkenwald gegründet. Das Gründungsdatum lässt sich nicht klären, da die ältesten Urkunden 1553 im Zweiten Markgrafenkrieg verschwanden bzw. vom Landeshauptmann Friedrich von Lentersheim nach Altenmuhr unwiedergebracht mitgenommen wurden, sowie aufgrund der Plünderung des 1275 dort errichteten Klosters im Bauernkrieg und der Überfälle im Dreißigjährigen Krieg entsprechende Unterlagen größtenteils vernichtet wurden. Dank einer Urkunde aus dem Jahr 1169, worin Heinrich von Lauda seine Güter dem Hochstift Würzburg übergab, wird Birkenfeld durch den Zeugen „Adelhoh de Bircheneuelt“ urkundlich nachweisbar. Aufgrund seines Vornamens lässt sich mit hoher Wahrscheinlichkeit auch seine Herkunft bestimmen. Adelhoh, auch Adeloch, war der Leitname der Heren von Tiefen, die bereits 1103 urkundlich belegbar sind die wiederum mit den Herren von Püssensheim gemeinsamen Stammes sind. Ihr Stammsitz war die nahe gelegene Burg Tief beim heutigen Unterntief. In der ersten Hälfte des 12. Jahrhunderts waren die Herren von Hohenlohe im Besitz eines Lehen zu Birkenfeld. Der Stiftspropst von Neumünster zu Würzburg, Andreas von Hohenlohe, der seinem Stift übergab am 26. Mai 1245 ein Lehen zu Birkenfeld. Der ursprüngliche Gutshof Birkenfeld wurde wahrscheinlich vor 1275 nach Unternesselbach eingepfarrt.
1275 wurde das Zisterzienserinnen-Kloster Birkenfeld gegründet. Auch das Adelsgeschlecht Seckendorff, das enge Beziehungen zum Birkenfelder Kloster unterhielt, hatte in Birkenfeld Besitz (möglicherweise 1272 käuflich von dem Nürnberger Burggrafen Friedrich III. und seiner zweiten Ehefrau Helene von Sachsen erworben). Das Kloster Heilsbronn besaß in Birkenfeld einige Grundgefälle. Das Kloster Birkenfeld wurde von den Heilsbronner Äbten visitiert.
Ein auf dem Klausberg befindlicher kleiner Burgsitz wurde 1474 von Albrecht I. Achilles wegen von dort ausgehender Räubereien zerstört. Nachdem es durch vorherigen und weitere Fehden Albrechts auch zu anderen Schäden an Untertanen und Klostergebäuden gekommen war, wurden 1482 Renovierungsmaßnahmen und ein Umbau der Birkenfelder Kirche St. Maria durchgeführt (weitere Verbesserungen an dieser ehemaligen Klosterkirche erfolgten nach finanzieller Erholung 1521). Die zu Birkenfeld gehörende Einöde Am Ellenberg wurde 1502/06 als „Welnperg“ erstmals namentlich erwähnt.

### Neuzeit
Bis 1545 bestimmte das Kloster die Geschicke Birkenfelds und auch danach bestand der Ort im Wesentlichen aus dem ehemaligen Kloster, dem dazugehörigen Wirtschaftshof und im Umkreis angegliederten Gebäuden für Beamte und Ackergehilfen. Im Dreißigjährigen Krieg war Birkenfeld mit seinem Gestüt ein wichtiger Ort und wurde ab November 1631 Ziel zerstörerischer Angriffe feindlicher Heere und von Pferdediebstählen. Von kaiserlichen Truppen wurde Birkenfeld im November 1645 in Brand gesetzt (Helfend setzte sich, zumal der (Kloster-)Verwalter und frühere schwedische Offizier Marr († 1647) zu dieser Zeit „wegen der Zehnten“ in Segitz war, der Neustädter Kastner Johann Jahn ein, der mit 30 Männern dorthin eilte und einen Teil der Gebäude retten konnte). Erst 1648, nach diesem Krieg, entwickelte sich Birkenfeld selbst zu einem Dorf. Mit Unterstützung durch den Markgrafen wurde die ehemalige Klosterkirche zunächst baulich wiederhergestellt und 1694 wurden dort wieder Gottesdienste veranstaltet. Zur weiteren Entwicklung trugen herbeigerufene Österreicher und Schweizer bei, mit denen etwa erledigte Außenhöfe besetzt wurden. Die Gebäude des ehemaligen Klosters wurden 1758 restauriert und die Kirche erhielt 1759 einen neuen Dachreiter. Gegen Ende des 18. Jahrhunderts gab es in Birkenfeld 27 Anwesen (2 Mühlen, 1 Wirtshaus, 1 Brauhaus, 1 Hof, 1 Schmiede, 1 Schafhof, 2 Halbgütlein, 17 Häuser, Gemeindehirtenhaus). Das Hochgericht übte das brandenburg-bayreuthische Stadtvogteiamt Neustadt an der Aisch aus. Die Dorf- und Gemeindeherrschaft sowie die Grundherrschaft über alle Anwesen hatte das Klosteramt Birkenfeld. Im Jahr 1796 wurde das Klosteramt an das Kastenamt Neustadt übergeben und dieses 1800 an das Kammeramt Neustadt.
Die Franzosen benutzten 1808 das Klostergebäude als Militärlazarett. Im Jahr 1810 kam Birkenfeld an das Königreich Bayern. Im Rahmen des Gemeindeedikts wurde es dem 1811 gebildeten Steuerdistrikt Schauerheim zugeordnet. 1813 entstand die Ruralgemeinde Birkenfeld, zu der Dietersheim, Pulvermühle und Weiherhof gehörten. Mit dem Zweiten Gemeindeedikt (1818) wurden (umgesetzt 1819) zwei Ruralgemeinde gebildet:
- Birkenfeld mit Pulvermühle und Weiherhof,
- Dietersheim.[17][18]

Die Ruralgemeinde Birkenfeld war in Verwaltung und Gerichtsbarkeit dem Landgericht Neustadt an der Aisch zugeordnet und in der Finanzverwaltung dem Rentamt Neustadt an der Aisch (1919 in Finanzamt Neustadt an der Aisch umbenannt, seit 1972 Finanzamt Uffenheim). Ab 1862 gehörte Birkenfeld zum Bezirksamt Neustadt an der Aisch (1939 in Landkreis Neustadt an der Aisch umbenannt). Die Gerichtsbarkeit blieb beim Landgericht Neustadt an der Aisch (1879 in Amtsgericht Neustadt an der Aisch umbenannt). Die Gemeinde hatte 1964 eine Gebietsfläche von 3,759 km².
Eine eigene Schule erhielt Birkenfeld 1858. Nach Verlust der Schule im Ersten Weltkrieg wurden die Kinder in Schauerheim unterrichtet.
Der spätere Neustädter Stadtrat (1929–1931, SPD) und Birkenfelder Gemeindeschreiber Michael Kaspar (1899–1944) gründete als Ortsgruppenführer der Sozialistischen Arbeiter-Jugend mit anderen SPD-Mitgliedern 1923 in Neustadt einen „Deutsch-demokratischen Schutzbund“ gegen Übergriffe und Störungen durch die tätlichen Auseinandersetzungen zwischen Anhängern des im Landkreis sich ausbreitenden Nationalsozialismus und gewaltbereite linken Gruppen. So dichtete Kaspar in einem „Kampflied“ „[...] Verhaßt ist der Links- und der Rechtsterror, uns schwarz-rot-goldener Freiheitsschar“. Nach 1933 wurde Kaspar, nunmehr „glühender Nationalsozialist“ geworden, NSDAP-Ortsgruppenleiter in Birkenfeld. Erster Vorsitzender und Mitbegründer der Birkenfelder NSDAP-Ortsgruppe war der in Nürnberg geborene Lebensmittelhändler Fritz Stahl (1901–1969).
Am 1. Januar 1972 wurde Birkenfeld im Zuge der Gebietsreform in Bayern nach Neustadt eingemeindet.

### Baudenkmäler
In Birkenfeld gibt es vier Baudenkmäler:
- ehemaliges Zisterzienserinnenkloster mit evangelisch-lutherischer Filialkirche St. Maria
- Birkenfelder Hauptstraße 20: Ehemaliges Wohnstallhaus
- Birkenfelder Hauptstraße 30: Wohnhaus
- Klosterplatz 2: Erdgeschossiges Wohnstallhaus
- in Schauerheim: gemeinsames Kriegerdenkmal[5]

ehemalige Baudenkmäler
- Birkenfelder Hauptstraße 22 und 24: Türsturze

### Bodendenkmäler
In der Gemarkung Birkenfeld gibt es vier Bodendenkmäler.

### Einwohnerentwicklung
Gemeinde Birkenfeld
| Jahr      | 1818   | 1840   | 1852   | 1855   | 1861   | 1867   | 1871   | 1875   | 1880   | 1885   | 1890   | 1895   | 1900   | 1905   | 1910   | 1919   | 1925   | 1933   | 1939   | 1946   | 1950   | 1952   | 1961   | 1970   |
| Einwohner | 210    | 211    | 215    | 208    | 210    | 216    | 213    | 287    | 200    | 204    | 216    | 213    | 226    | 238    | 279    | 250    | 252    | 256    | 263    | 429    | 465    | 442    | 467    | 410    |
| Häuser    | 38     | 41     |        |        |        |        | 41     |        |        | 42     | 44     |        | 43     |        |        |        | 48     |        |        |        | 55     |        | 79     |        |
| Quelle    | [ 28 ] | [ 29 ] | [ 30 ] | [ 30 ] | [ 31 ] | [ 32 ] | [ 33 ] | [ 34 ] | [ 35 ] | [ 36 ] | [ 37 ] | [ 30 ] | [ 38 ] | [ 30 ] | [ 39 ] | [ 30 ] | [ 40 ] | [ 30 ] | [ 30 ] | [ 30 ] | [ 41 ] | [ 30 ] | [ 20 ] | [ 42 ] |

Ort Birkenfeld
| Jahr      | 001818 | 001840 | 001861 | 001871 | 001885 | 001900 | 001925 | 001950 | 001961 | 001970 | 001987 | 002019 |
| Einwohner | 177    | 110    | 192    | 193    | 186    | 205    | 231    | 381    | 412    | 366    | 340    | *297   |
| Häuser    | 34     | 37     |        |        | 39     | 40     | 43     | 50     | 75     |        | 85     |        |
| Quelle    | [ 28 ] | [ 29 ] | [ 31 ] | [ 33 ] | [ 36 ] | [ 38 ] | [ 40 ] | [ 41 ] | [ 20 ] | [ 42 ] | [ 43 ] | [ 1 ]  |

## Religion
Der Ort ist seit der Reformation evangelisch-lutherisch geprägt und bis heute nach St. Katharina gepfarrt. Die Katholiken sind nach St. Johannis Enthauptung (Neustadt an der Aisch) gepfarrt.